# 3,7 cm Infanteriegeschütz M. 15
Il 3,7 cm Infanteriegeschütz M.15 fu un cannone d'accompagnamento austro-ungarico sviluppato per l'impiego in trincea durante la prima guerra mondiale. La denominazione indica il calibro in centimetri ed il modello secondo l'anno di introduzione, il 1915; il nome Infanteriegeschütz sta per "cannone da fanteria" in tedesco.

## Storia
Questo tipo di artiglieria campale, prima di allora totalmente inedito, trova origine nelle peculiarità della guerra di trincea. La fanteria della Grande Guerra si trovava ad affrontare posizioni ben protette, soprattutto nidi di armi automatiche e mitragliatrici scudate, che potevano essere battute solo da pezzi di artiglieria in appoggio diretto alle truppe in prima linea. La risposta austriaca a tale esigenza fu appunto questo cannoncino da 37 mm e fu talmente valida da essere subito imitata dagli italiani e dai francesi con i loro FIAT-Revelli da 25,4 Mod. 1917 e 37 mm Mle 1916 TRP. La precisione compensava il ridotto calibro della munizione e la leggerezza del pezzo ne permetteva il trasporto durante gli assalti, a differenza dei cannoni da montagna fino ad allora impiegati nello stesso ruolo. Nel novembre del 1915 i primi prototipi dalla Škoda furono testati dall'Imperial regio Esercito austro-ungarico sul fronte italiano. Nel 1916 furono ordinati 1000 esemplari del 3,7 cm Infanteriegeschütz M.15, prodotti in vari stabilimenti della Duplice monarchia e rapidamente inviati al fronte a partire dallo stesso anno.
I pezzi di preda bellica caduti nelle mani del Regio Esercito italiano furono rapidamente immessi in servizio nei gruppi alpini. Contemporaneamente negli stabilimenti nazionali venne avviata la produzione di una copia senza modifiche del cannoncino. A Torino venivano prodotti affusti e bocche da fuoco, rispettivamente dall'Arsenale (ARET) e dall'Officina costruzioni d'artiglieria. Pezzi completi venivano invece prodotti dall'Arsenale Regio Esercito di Napoli (AREN) e dalla ditta privata F.lli Marzoli di Palazzolo sull'Oglio, che ricevette una commessa per 800 bocche da fuoco e 950 affusti. Superato come arma dopo la Grande Guerra, nel 1940 al momento dell'entrata dell'Italia nella seconda guerra mondiale, risultavano ancora in servizio(probabilmente in reparti di difesa territoriale poiché non compaiono nell'organico dei reggimenti ufficiali).

## Impiego tattico
Nella k.u.k. Armee era previsto che l'organico di ogni reggimento di fanteria comprendesse due plotoni armati di cannoncino, che nella realtà si riduceva ad uno a causa della scarsità di armi. Ogni plotone era formato da un ufficiale, due sottufficiali, 26 soldati ed aveva in dotazione quattro cannoncini, un carro e quattro animali da soma.
Nel Regio Esercito invece, era previsto fino al 1918 un solo "Reparto Cannoncini" dotato di 4 di queste armi.
Nel 1918 la Scuola di perfezionamento di Illasi a Verona progettò un nuovo tipo di Battaglione di Fanteria, organizzato su una Compagnia Mitragliatrici, tre Compagnie "Moschettieri" ed una Compagnia Mista (oggi diremmo Compagnia Comando e Supporto), all'interno del quale vi era un Plotone Cannoncini armato di 2× Cannone da 37F(il nome italiano per l'arma). È probabile che alcuni dei miglioramenti studiati dalla scuola vennero subito adottati, poiché nel 1918 sembra che il Reparto Cannoncini scompaia dall'organico del Reggimento: è molto probabile che quindi il Reparto fosse stato spezzato e distribuito ai Battaglioni di fanteria del Reggimento, in numero di un plotone da due armi per singolo Battaglione, in modo dare ad essi supporto di fuoco organico.
Il Battaglione Tipo Ilasi era però solo sperimentale e non poté essere implementato prima della fine della guerra, e con l'Armistizio di Villa Giusti veniva sospeso ogni lavoro di sperimentale in riguardo alla nuova organizzazione. Nel 8 Febbraio 1919 il lavoro al riguardo riprendeva.
Intanto, in attesa per la fine degli studi per la nuova organizzazione, ne veniva costituita una di provvisoria: il Battaglione Tipo 1919. All'interno erano presenti, una Compagnia di Stato Maggiore, tre Compagnie A.L. (Armi Leggere, 3× Plotoni di Fucilieri in pratica) ed una Compagnia A.P. (Armi Pesanti): essa aveva al suo comando tre Plotoni Mitragliatrici, un Plotone Misto ed infine due Plotoni Cannoncini sempre con 2 armi (4 in totale).
Nel 1922 la Scuola Centrale di Fanteria di Civitavecchia creava (su modello francese) il Battaglione Nuovo Tipo(B.N.T.), aveva ancora le stesse 5 compagnie, ma c'erano differenze nelle unità subordinate: per quanto riguarda la Compagnia A.P., i Plotoni Mitragliatrici erano diventati quattro, il Plotone Misto era più o meno lo stesso, ed i Plotoni Cannoncini erano stati combinato in un unico Plotone Cannoncini su quattro Squadre, ognuna con un cannoncino (quindi anche se il numero di Plotoni Cannoncini diminuiva, il numero di armi rimaneva lo stesso).
Nel 1928, quando escono le pubblicazioni dottrinali 'Norme generali per l'impiego delle grandi unità', 'Norme per l'impiego della divisione' e 'Composizione e procedimenti tattici del plotone di fanteria', non si fa menzione del cannoncino e sono previste solo mitragliatrici per il supporto di battaglione, probabilmente il Cannone da 37F viene rimosso dall'organico per lo stesso motivo della rimozione del Lanciabombe "Stockes" da 76mm: si cercava di alleggerire il reparto e si pensava che il Tromboncino da 38.5mm Modello 28, fornito in numeri maggiori, potesse sopperire alla mancanza di queste due armi.

## Tecnica
La canna è in acciaio, con rigatura elicoidale sinistrorsa a 12 rilievi ed otturatore a blocco verticale. La bocca da fuoco scorre su una slitta con freno di sparo idraulico. La slitta è imperniata per il brandeggio su una culla munita di orecchioni, tramite i quali è incavalcata sull'affusto. Il movimento in elevazione è dato da manovellismi che agiscono su un settore dentato sul bordo inferiore della culla. Il sistema di mira è a cannocchiale periscopico. L'affusto è a treppiede in tubolari d'acciaio, con due gambe regolabili arpionate laterali ed una coda centrale, munita di vomero. La culla può essere incavalcata in entrambi i sensi, in modo da avere la coda indifferentemente posteriormente o davanti alla volata. La culla può montare una scudatura d'acciaio, mentre per il trasporto sull'affusto vengono montate due ruote.
Il traino si effettua a mano o, tramite un piccolo avantreno porta-munizioni, da un animale da soma o da una coppia di cani. Per il someggio invece l'arma viene scomposta in tre carichi:
- bocca da fuoco, pesante 34,6 kg
- culla: 25,3 kg
- affusto: 24,4 kg.

Il munizionamento era costituito dal cartoccio-proietto rimmed 37 × 57 mm R con spoletta ad impatto, disponibile in versione granata HE, shrapnel e tracciante e trasportato in cofani da 15 proietti, pesanti 26,5 kg.

## Galleria d'immagini

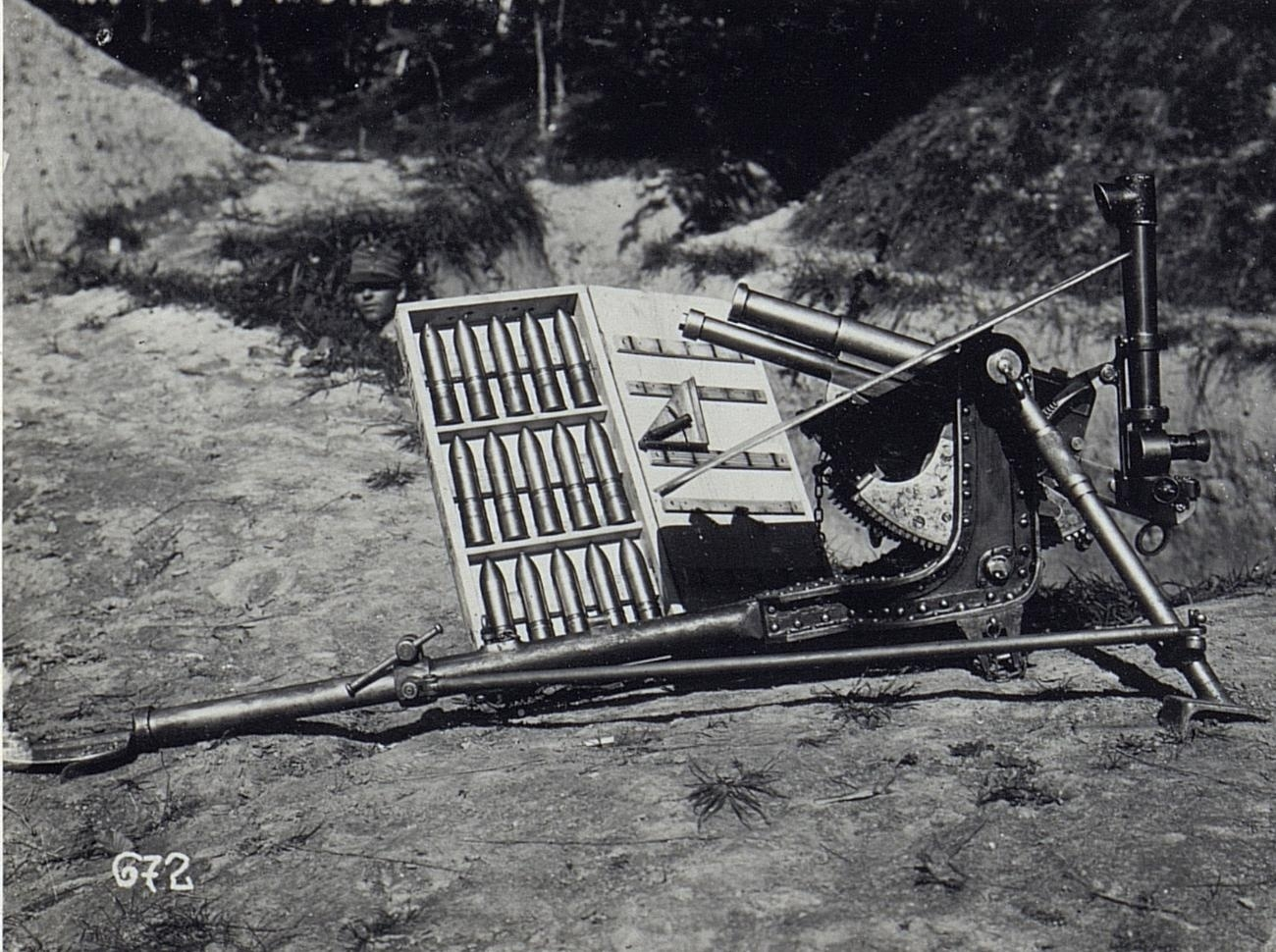
3,7 cm M. 15 con sistema di mira, scudatura e cofano da 15 proietti
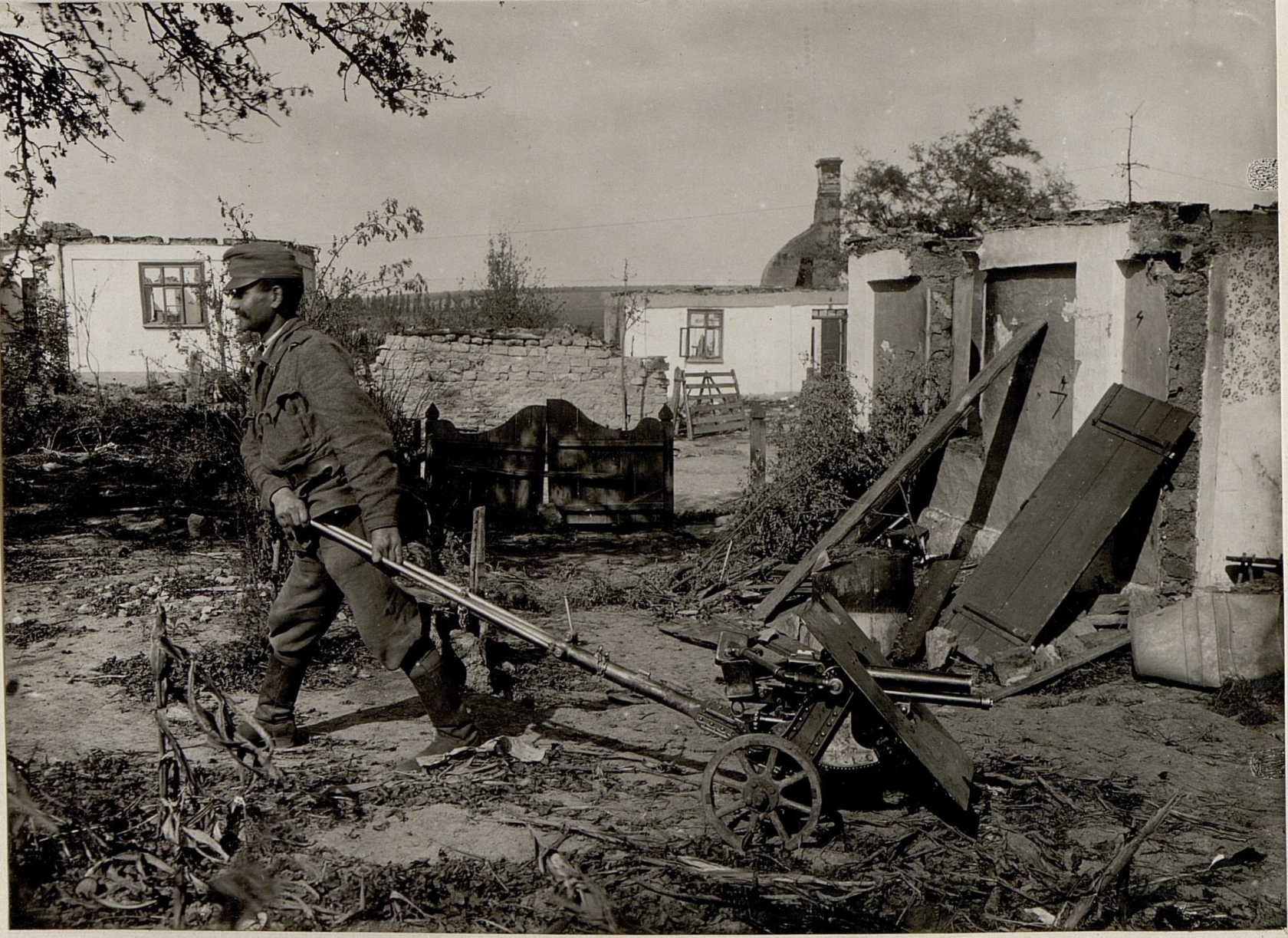
Trasporto a mano di un 3,7 cm M. 15
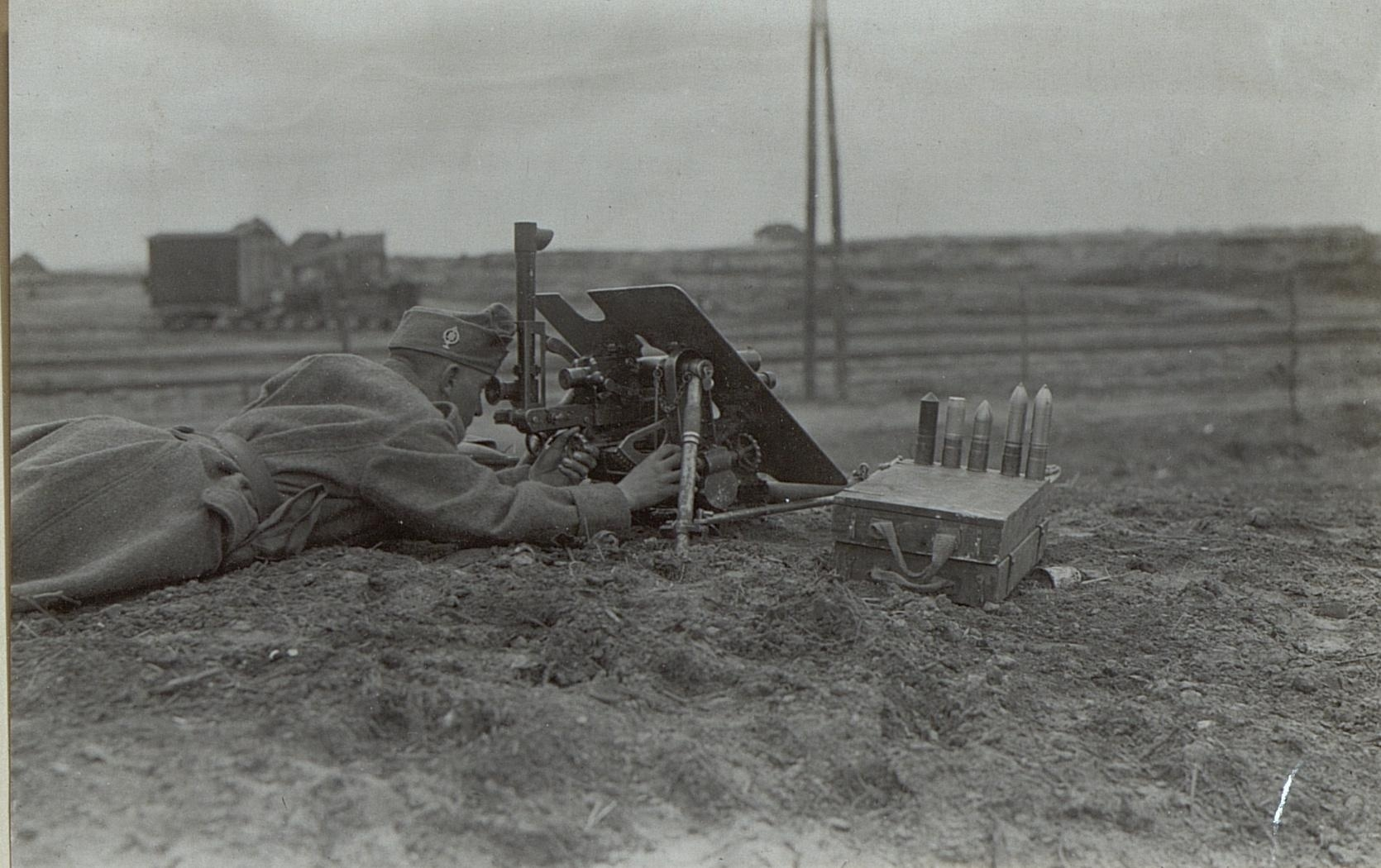
Puntamento. Da notare il cofano con vari tipi di proietti
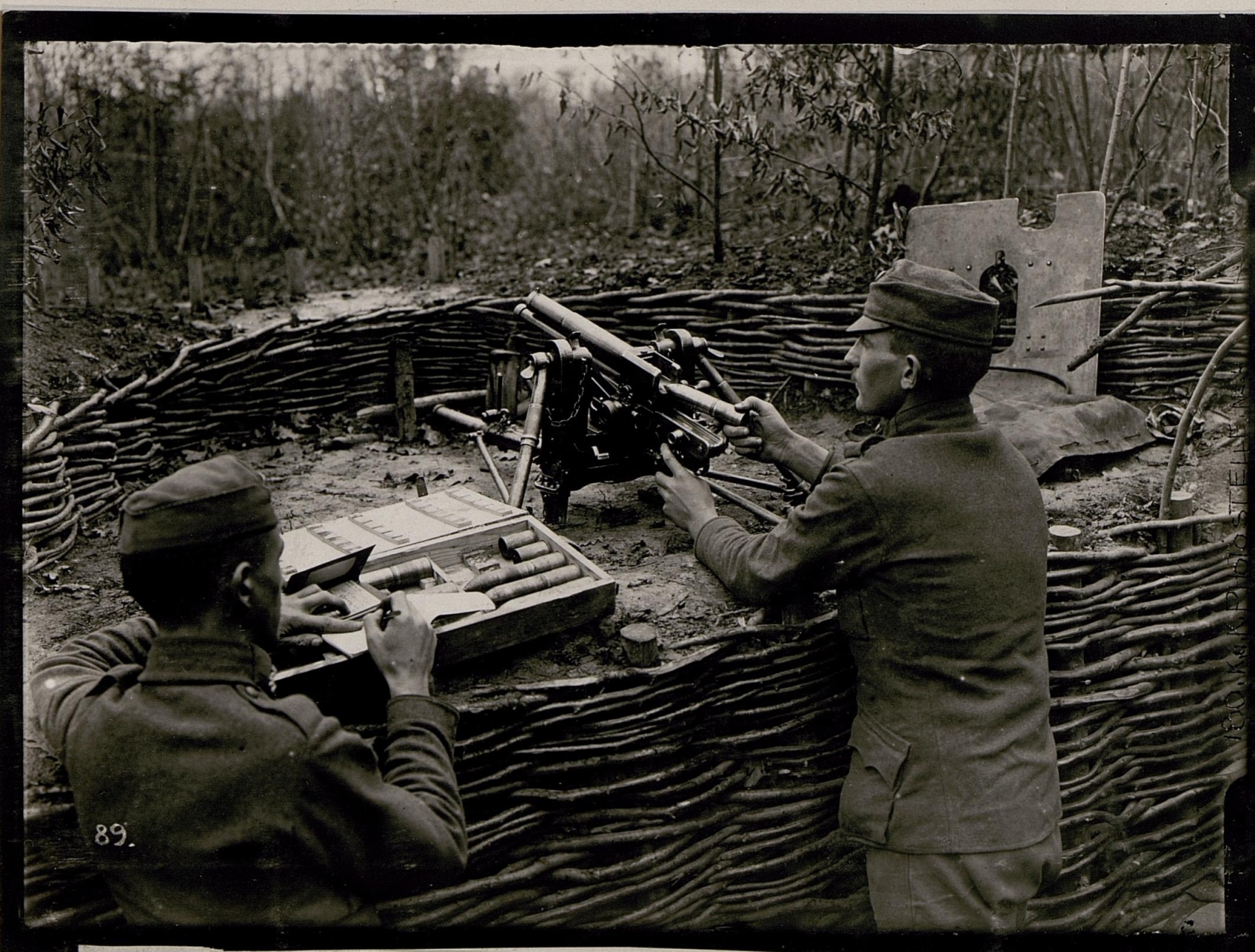
In fase di caricamento
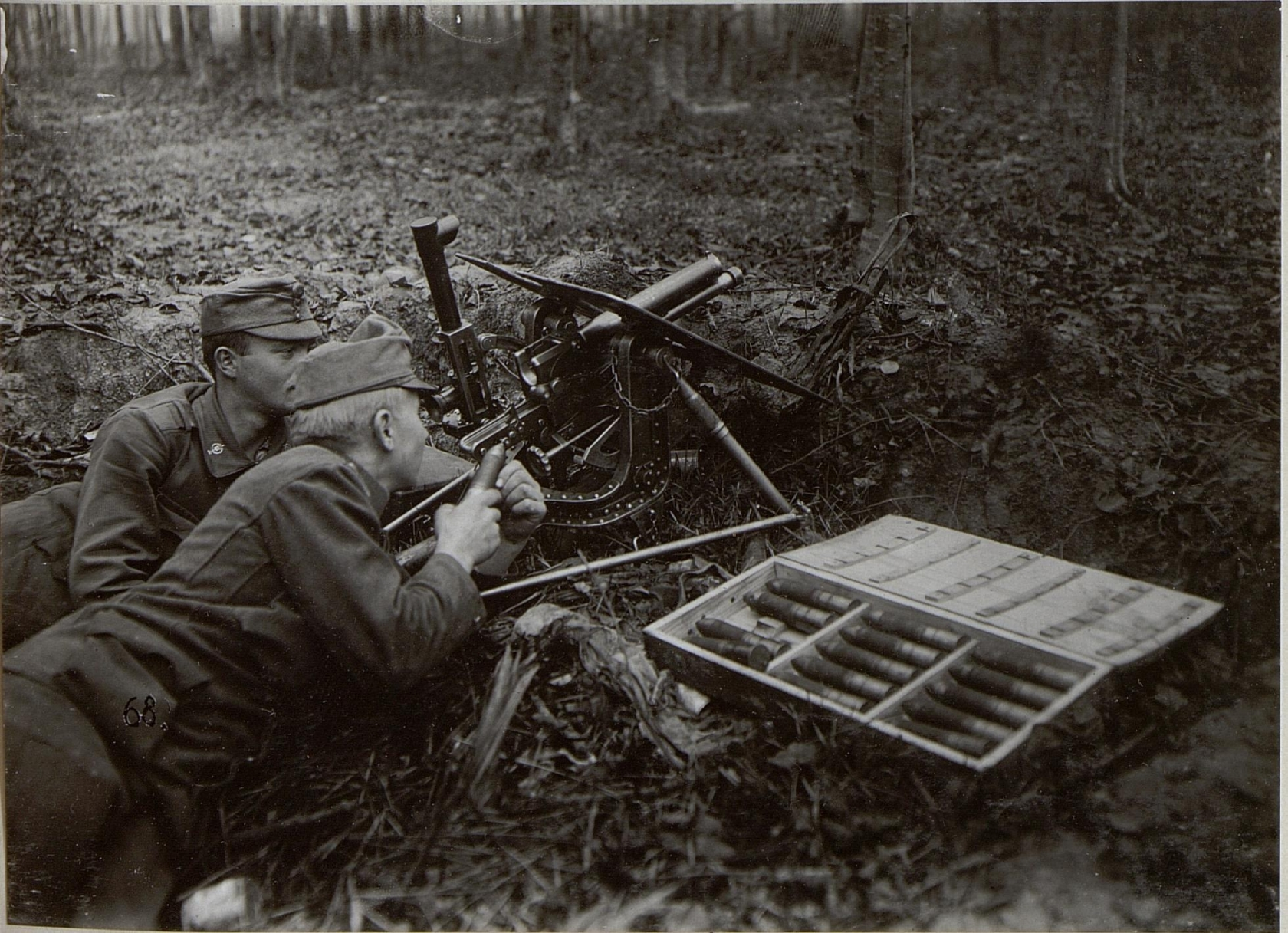
3,7 cm M. 15 con sistema di mira, scudatura e cofano da 15 proietti